# مرکوری-رادستون ۳
مرکوری-رادستون ۳ (Mercury-Redstone 3) یکی از مأموریت‌های برنامه فضایی مرکوری است که توسط ناسا در تاریخ ۵ مه ۱۹۶۱، به‌سوی فضا پرتاب‌شد. طی این مأموریت، فضانوردی آمریکایی به‌نام آلن شپارد برای نخستین‌بار از آمریکا به‌سوی فضا پرتاب‌شد.

## نگارخانه

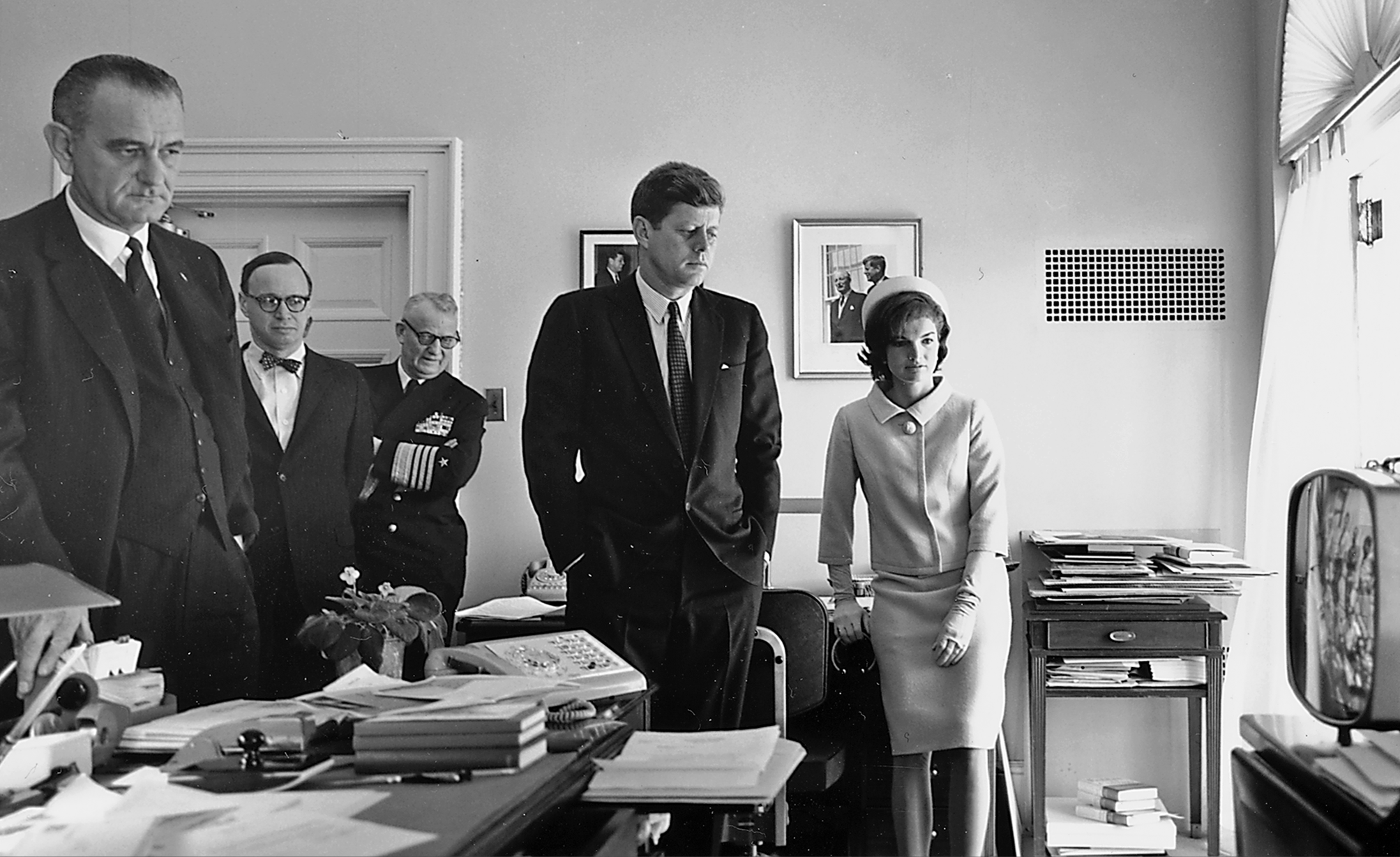
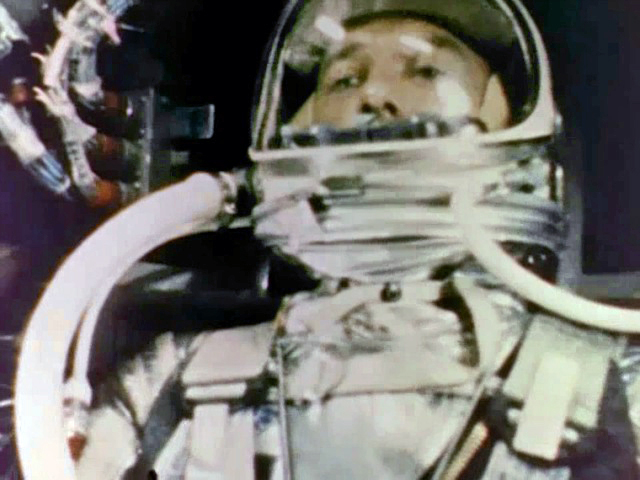
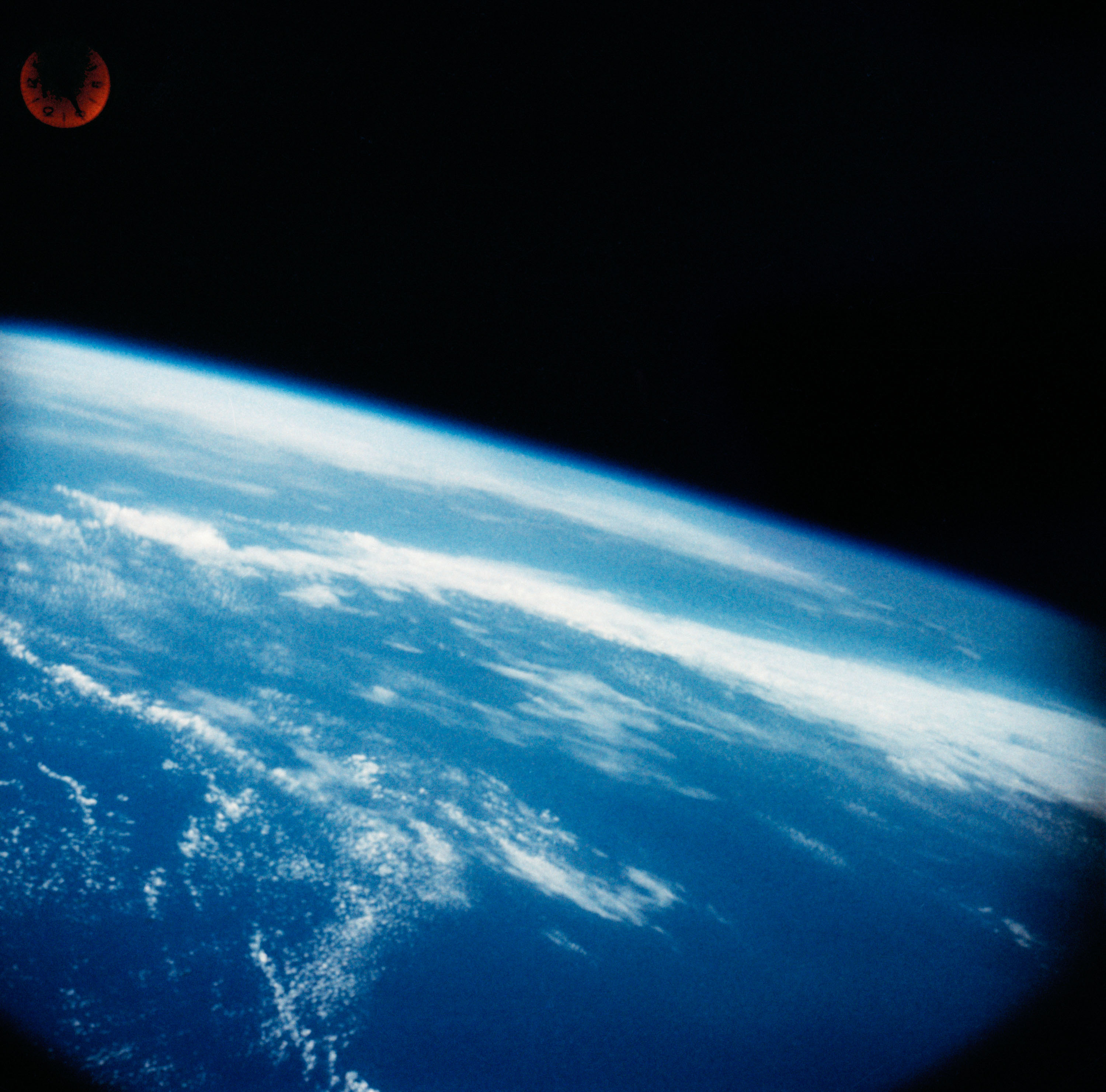
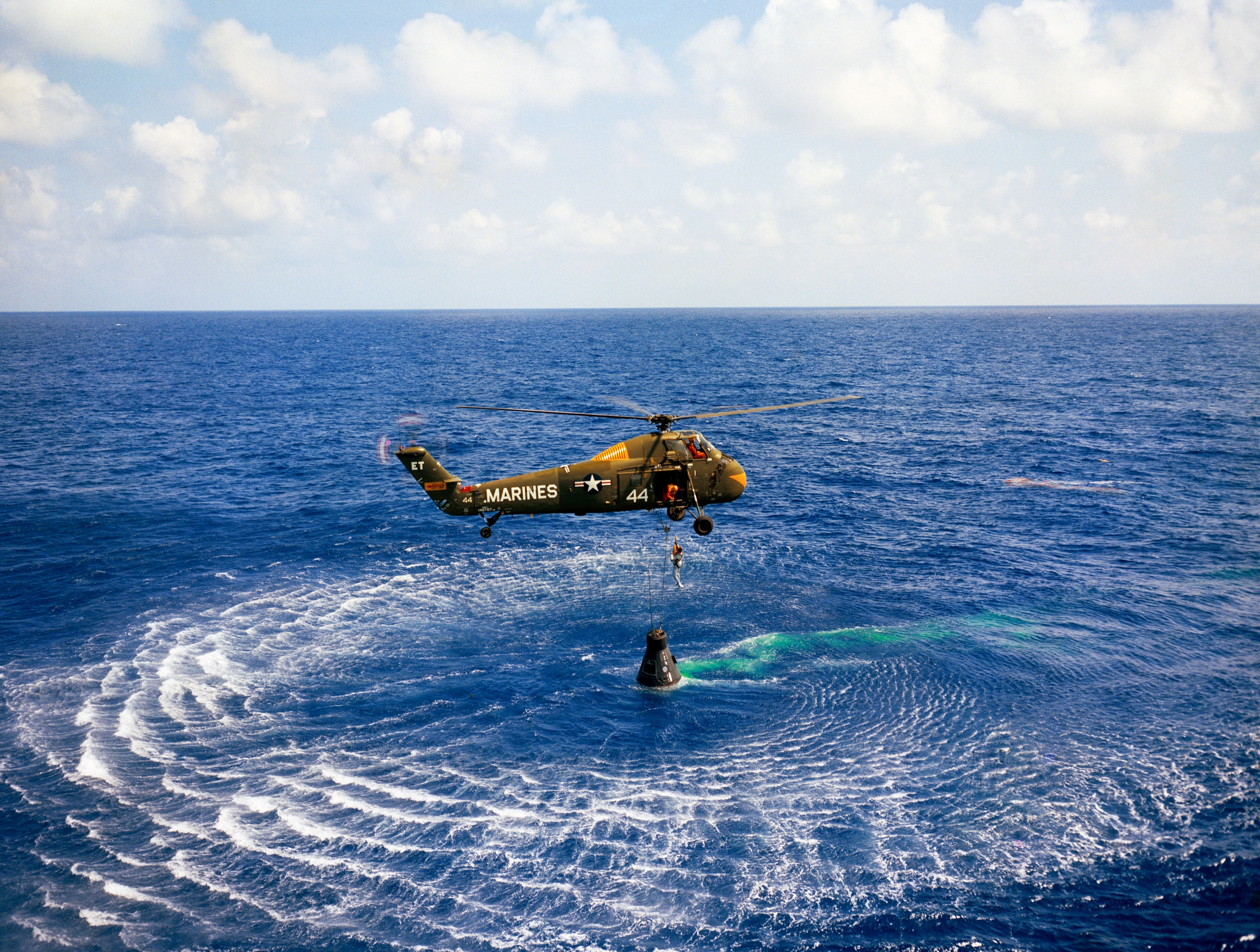
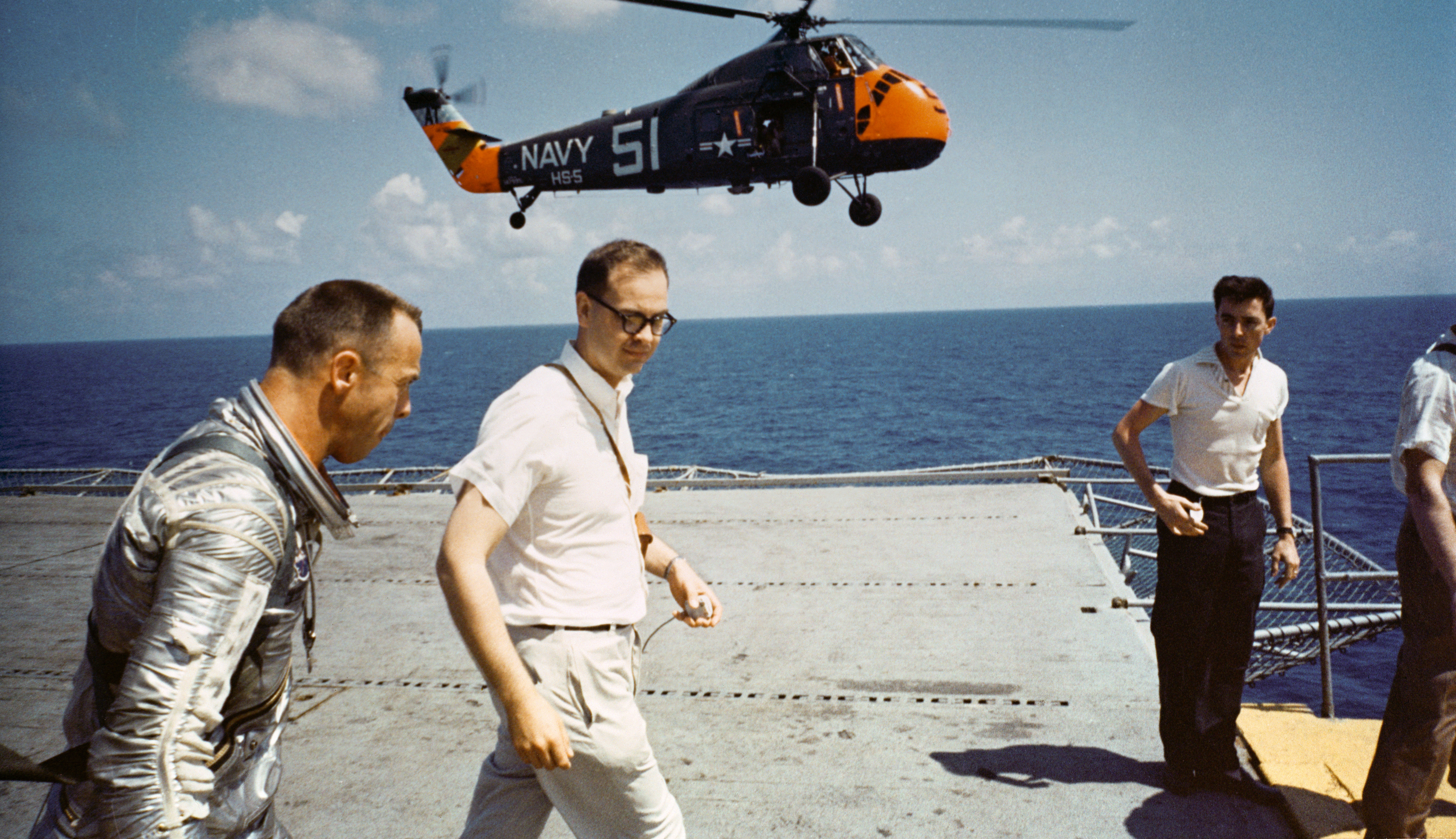
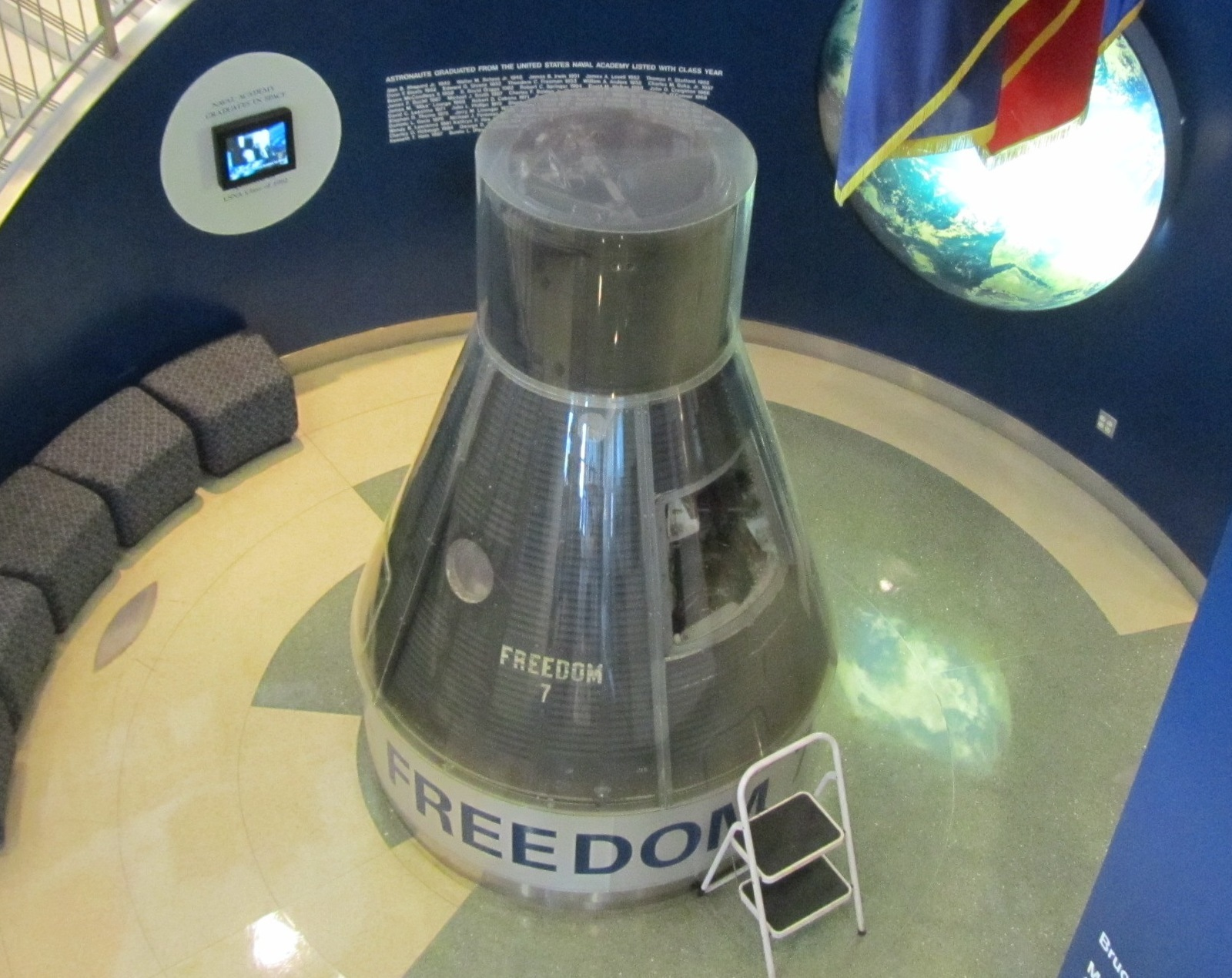